# 埃普沃思 (津巴布韦)
埃普沃思是位于津巴布韦哈拉雷省东南部的一个睡城。當地建於1890年。20世纪70年代末和80年代，當地人口激增。 不過根據當局的規劃，當地並非要發展成城市住宅区，因此人口快速增長後，供水以及卫生设施並未跟上人口的發展。